# Maratá
Maratá est une ville brésilienne de la mésorégion métropolitaine de Porto Alegre, capitale de l'État du Rio Grande do Sul, faisant partie de la microrégion de Montenegro et située à 80 km au nord-ouest de Porto Alegre. Elle se situe à une latitude de 29° 32′ 59″ sud et à une longitude de 51° 33′ 16″ ouest, à 40 m d'altitude. Sa population était estimée à 2 444 en 2007, pour une superficie de 80 km2. L'accès s'y fait par la RS-411.
Maratá est un mot indigène qui désigne le lieu où entrent en confrontation les éléments eau et terre, dans un combat éternel en hommage à la mère Nature.

## Histoire
L'histoire de la future Maratá commence quand des immigrants allemands s'installent sur les rives du rio Maratá en 1857, attirés par la fertilité du sol. Ces colons avaient mis en place un système de navigation sur le rio Maratá jusqu'au rio Caí et Porto Alegre pour pouvoir écouler leur production agro-pastorale. En 1906, la commune prit un nouvel essor avec la mise en activité de la ligne de chemin de fer São Leopoldo - Caxias do Sul. Après la fermeture de cet axe dans les années 1970, la localité va entrer dans une période de stagnation jusqu'à l'émancipation en municipalité, en 1992.

## Économie
Le secteur primaire représente 64,60 % de l'activité de Maratá, avec les élevages de porcs, de cochons de lait, de poulets, la production d'œufs et de lait, et la culture d'acacia noir, d'eucalyptus et la citriculture (orange et bergamote).
Le secteur secondaire, 29,31 %. La principale industrie est une filiale de l'entreprise Jacob, la marque de chaussures pour homme Kildare. Elle représente plus de 90 % de l'activité industrielle de la commune. On y trouve aussi une distillerie de cachaça et une fabrique d'huiles essentielles.
Le secteur tertiaire, 5,69 %.

## Villes voisines
- Salvador do Sul
- São José do Sul
- Montenegro
- Brochier
- Poço das Antas